# Atriplex acanthocarpa
Atriplex acanthocarpa är en amarantväxtart som först beskrevs av John Torrey, och fick sitt nu gällande namn av Sereno Watson. Atriplex acanthocarpa ingår i släktet fetmållor, och familjen amarantväxter. Inga underarter finns listade i Catalogue of Life.